# Borlunda kyrka
Borlunda kyrka, i kyrkbyn Borlunda, tillhör Eslövs församling i Lunds stift. 
Grannförsamlingarna Skeglinge och Borlunda byggde kyrkan gemensamt. Såväl Borlunda som Skeglinge gamla kyrkor var i dåligt skick och revs. Skeglinge kyrkklocka överlämnades till Borlunda kyrka. I mitten på 1950-talet restaurerades området där Skeglinge kyrka stått och en minnesplats anlades där den gamla kyrkans konturer markerats med sten. Skeglinge gamla kyrkklocka från 1400-talet fördes tillbaka från Borlunda kyrka och hängdes i en nybyggd klockstapel på området och invigdes 12 augusti 1961 av prosten Nils Ahle. Där Borlunda gamla kyrka stått, mellan byvägen och Bråån, finns en natursten med informationstext. Intill gamla Borlunda kyrka så hängde i en klockstapel, en malmklocka, gjuten 1728 av Andreas Wetterholtz i Malmö. Den flyttades sedan till den södra korsarmen i den nya kyrkan.

## Kyrkobyggnaden
Kyrkan byggdes 1866-68 och invigdes den 15 november 1868 av biskop Vilhelm Flensburg. Ritningarna gjordes av den danske arkitekten Ferdinand Meldahl. Kyrkan uppfördes i en fritt historiserande stil inspirerad av arkitektens resor i Europa och Främre Orienten. En förebild anses ha varit kyrkan San Fermo i Verona. Byggherrar var Anders Herrström (1818-1869) och Nils Andersson, båda från Malmö.
Byggnadsmaterialet var gult handslaget tegel med mönstermurningar, som dock ganska snart visade sig vara av mindre god kvalitet. Fukt började tränga in i murverket med frostsprängningar som följd, och 1992 stängdes kyrkan av yrkesinspektionen på grund av rasrisk. Under nära tio år utreddes frågan om vad som skulle ske med den arkitektoniskt intressanta kyrkan. Så småningom kom dock en grundlig restaurering till stånd och 2001 kunde Borlunda kyrka återinvigas.

## Inventarier

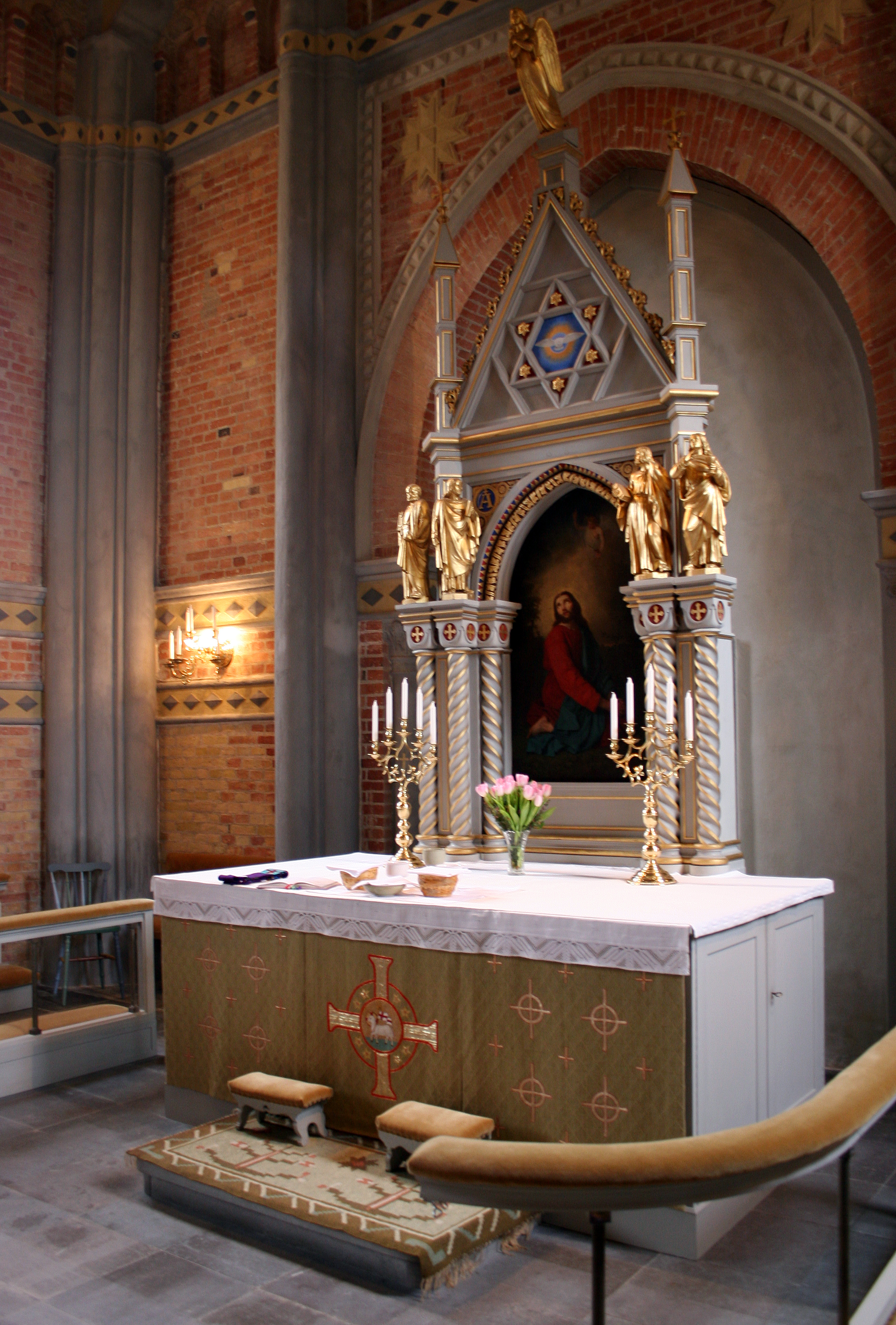
Borlunda kyrka, interiör.

Ferdinand Meldahl svarade troligen även för utformningen av en stor del av kyrkans inredning. Altaret ritades av stadsarkitekt William Klein från Malmö. Vid en större restaurering av kyrkan 1929 installerades en ny orgel, byggd av A. Mårtenssons Orgelfabrik i Lund 1928. Domkyrkoarkitekt Theodor Wåhlin gjorde ritningarna till den nya orgelfasaden, som är utformad som ett gotiskt så kallat masverksfönster med stenomfattning, där de fyra fälten fyllts med orgelpipor i stället för glasrutor.

### Orgel
- 1868 byggde Sven Fogelberg, Lund en orgel med 11 stämmor.
- Den nuvarande orgeln byggdes 1928 av A. Mårtenssons Orgelfabrik AB, Lund. Orgeln har fria och fasta kombinationer samt automatisk pedalväxling.

| Huvudverk I         | Svällverk II       | Pedal            | Koppel   |
| Borduna 16´         | Violinprincipal 8´ | Principalbas 16´ | I/P 8'   |
| Principal 8´        | Gedackt 8'         | Subbas 16'       | II/P 8'  |
| Flûte Harmonique 8' | Salicional 8'      | Gedacktbas 16'   | II/P 4'  |
| Gamba 8'            | Voix Céleste 8'    | Cello 8'         | II/I 16' |
| Octava 4'           | Traversflöjt 4'    | Bombarde 16'     | II/I 8'  |
| Rörflöjt 4'         | Flautino 2'        |                  | II/I 4'  |
| Octava 2'           | Oboe 8'            |                  | I 4'     |
| Mixtur 3-4 chor     | Crescendosvällare  |                  |          |
| Trumpet 8'          |                    |                  |          |